# گاوماهی خارپشت
گاوماهی خارپشت (نام علمی: Lactoria fornasini) نام یک گونه از تیره صندوق‌ماهیان است.